# Tucan Manager
Tucan Manager — свободный менеджер загрузок, который предназначен для осуществления загрузки файлов с различных файлообменных сервисов.

## Описание
Утилита полностью написана на языке Python, является кроссплатформенным программным обеспечением и распространяется под лицензией GNU GPL. Позволяет скачивать файлы с таких сайтов, как 4shared, megaupload, sendspace, zshare, filefactory, uploading, rapidshare, hotfile, badongo, fileserve, mediafire, depositfiles, easy-share.
Tucan Manager также часто предлагает распознать CAPTCHA, используя программное обеспечение Tesseract.

## Функции
- Поддержка p2p сетей и множество файлообменных сервисов.
- Распознание CAPTCHA без помощи пользователя.
- Поддержка плагинов.
- Отслеживание URL-ссылок в буфере обмена.
- Кроссплатформенность.
- Абсолютно бесплатен для коммерческого и некоммерческого использования.